# خط مانرهیم
خط مانرهیم (فنلاندی: Mannerheim-linja) یک  خط استحکامات دفاعی بر روی باریکه کارلیا بود که توسط فنلاند در برابر اتحاد جماهیر شوروی سوسیالیستی ساخته شد.